# 平山駅 (黒竜江省)
平山駅（へいざんえき）とは、中華人民共和国黒竜江省ハルビン市阿城区に位置する浜綏線の駅。

## 歴史
- 1903年　開業。

## 隣の駅
中華人民共和国鉄道部
浜綏線
小平山駅 - 平山駅 - 東平山駅
座標: 北緯45度19分12秒 東経127度23分54秒 / 北緯45.32度 東経127.3984度